# Пиер Рей
Пиер Рей (на френски: Pierre Rey) е френски журналист, драматург, сценарист и писател, автор на бестселъри в жанровете биография, любовен роман и трилър. Пише фентъзи и научна фантастика под съвместния псевдоним Мишел Борджия (на френски: Michael Borgia) с писателя Лу Дюран.

## Биография и творчество
Пиер Рей е роден на 27 април 1930 г. в Куртезон, Воклюз, Франция.
Учи в колежа на Оранж. Завършва живопис и история на изкуството във Висшия институт за изящни изкуства в Париж.
След дипломирането си става журналист и публикува илюстрации в големите френски вестници и списания. След известно време се насочва към писане на статии за социалните събития в Париж – от 1959 г. в „Пари-прес“, а от 1963 г. в „Пари-жур“. През 1963 г. е удостоен с наградата за журналисти от Париж. През 1965 г. става главен редактор, а по-късно и директор на списание „Мари Клер“.
Първата му книга „Гъркът“ е публикувана през 1972 г., и представлява измислена биография на милиардера и корабен магнат Аристотел Онасис и неговите отношения с оперната певица Мария Калас. Романът става международен бестселър, а той напуска работата си и се посвещава на писателската си кариера. През 1976 г. е издадено продължението „Вдовицата“, биография за живота на Жаклин Кенеди.
В следващите години са издадени романите му „АУТ“ и „Палм Бийч“, а по-късно и „Сънсет“.
В периода 1978-1980 г., заедно с писателя Лу Дюран, пишат фентъзи поредицата „ТНТ“. Главният герой е журналист, който придобива способности на Супермен и изпълнява различни мисии. Деветте романа са публикувани от издателство „Робер Лафон“. През 1989-1990 г. са адаптирани в комикси.
През 1979 г. се подлага на психолечение при Жак Лакан, историята и впечатленията, от което, описва в романа си „Une saison chez Lacan“ от 1989 г., станал също международен бестселър.
През 80-те години работи като сценарист и драматург.
Бил е женен за френската актриса Паскал Робер, и има две деца от различни връзки – Катрин, сопрано в операта в Мюнхен, и Стефан, банкер в Ню Йорк.
Пиер Рей умира от рак на 22 юли 2006 г. в Париж.

## Произведения

### Като Пиер Рей

#### Серия „Аристотел Онасис“ (Aristoteles Onassis)
1. Le Grec (1972) – биография
Гъркът (2 части), изд. „Хипопо“ (1993), прев. Георги Ходжев
2. La Veuve (1976)
Вдовицата, изд. „Хипопо“ (1994), прев. Стефан Великов

#### Самостоятелни романи
- Out (1977)
АУТ, изд. „Тренев & Тренев“ (1992), прев. Владимир Гергов
- Palm Beach (1979)
Палм Бийч, изд. „Тренев & Тренев“ (1992), прев. Мила Алексиева
- Sunset (1988)
Сънсет (2 части), изд. „Прозорец“ (1995), прев. Мишел Ников
- Une saison chez Lacan (1989)
- Bleu Ritz (1990)
- Liouba (1992)
- Le Rocher (1995)
- Le Désir (1999)
- L'Ombre du paradis (2001)
- L'Oncle (2002)

#### Пиеси
- La Mienne s'appelait Régine – с Пиер Дюкс и Ани Корди

#### Екранизации
- 1970 Vertige pour un tueur – сценарист
- 1981 Les Roses de Dublin – ТВ сериал, сценарист на 6 епизода
- 1982 Regina Roma – по „La Mienne s'appelait Régine“ с участието на Ава Гарднър и Антъни Куин
- 2000 On n'a qu'une vie – ТВ филм
- 2001 Une fille dans l'azur – ТВ филм

### Като Мишел Борджия

#### Серия „ТНТ“ (TNT)
1. Les sept cercles de l'enfer
2. Le grand congélateur
3. La bête du Goulag
4. Huit petits hommes rouges
5. Les jeux d'Hercule
6. Terminus Eldorado
7. Le grand chaperon noir
8. Les cobras de Lilliput
9. Le 10è mari de Barbe-bleue